# Jesper Damgaard
Jesper Damgaard, född 6 maj 1975 i Holstebro, är en dansk före detta ishockeyspelare. 
Damgaard spelade 1993-2000 för Malmö Redhawks och 2002-2006 spelade han för Modo Hockey, han är dessutom lagkapten i danska landslaget. I april 2007 skrev han ett 3-årskontrakt med den danska klubben Rødovre.
Efter att ha blivit utnämnd som den mest värdefulle spelaren i danska ligan säsongen 2007-2008 valde Jesper att gå till Malmö Redhawks inför säsongen 2008-2009. Efter säsongen 2010/2011 avslutade Damgaard sin karriär.